# بيرغني (بوئين)
بیرغني (بالفارسية: پیرغنی) هي قرية تقع في إيران في قسم بوئین الريفي.